# アモキサピン
アモキサピン（英語: Amoxapine）は、抗うつ薬として用いられる化合物である。第二世代の三環系抗うつ薬として知られ、抗コリン作用が軽減されている。日本ではアモキサンの名で販売され、適応は、うつ病・うつ状態である。処方箋医薬品、劇薬である。1963年、スイスのJ.Schmutzにより合成された。
抗コリン作用により、5%以上に口渇、それ未満に便秘、排尿困難、視調節障害などが生じ、投与量の急減により情動不安、悪寒、錯乱その他の症状が生じることがある。

## 合成
1963年、スイスのJ.Schmutzにより合成され、アメリカン・サイアナミッドのレダリー研究所で開発された。

## 薬理
脳内神経末端へのノルアドレナリンとセロトニンの再取り込み阻害作用がある。
活性代謝物の 7-hydroxy 体は強力なドーパミンD2受容体遮断作用をもつ。この代謝物の作用により、高用量では抗精神病薬に類似した錐体外路症状(EPS)や悪性症候群が現れることがある。8-hydroxy 体は強力なノルアドレナリン再取り込み阻害作用を有する。
7-hydroxy 体の血中濃度半減は約6.5時間であり、8-hydroxy 体の血中濃度半減は約30時間である。
ムリサイド抑制作用は、イミプラミンやアミトリプチリンよりも強力で、大量投与では情動過多を全般的に抑制する作用を有する。また、自発運動の抑制とカタレプシー惹起などの作用も有する。
非定型抗精神病薬のロキサピンのN脱メチル化代謝産物である。

## 適応
日本での適応は、うつ病、うつ状態である。

## 禁忌
- 急性狭隅角（閉塞隅角）緑内障

抗コリン作用による散瞳により発作を誘発するおそれがある。
- 心筋梗塞の回復初期

心伝導障害などの心毒性により容態が増悪するおそれがある。
- モノアミン酸化酵素(MAO)阻害薬を投与中、もしくは投与中止後2週間以内の患者

## 併用禁忌
- モノアミン酸化酵素(MAO)阻害薬 - 相互に作用を増強し、脳内のモノアミン濃度が高まるおそれがある。

また、併用注意としてSSRIなどが挙げられる。これらはアモキサピンの代謝を阻害し、相互に血中濃度が上昇して作用が増強される場合がある。
肝臓で代謝される薬物の殆どに言えることだが、酒との併用は予期せぬ副作用を招く。

## 副作用
臨床試験では、抗コリン作用により、5%以上に口渇、0.1〜5%に便秘、排尿困難、視調節障害、0.1%未満に乏尿、鼻閉、眼内圧亢進が生じている。
投与量の急減や中止により、情動不安、悪寒、錯乱、頭痛、睡眠障害、倦怠感、嘔気、発汗などがあらわれることがあるため、投与の中止は、徐々に減量するなど慎重に行う。
- 倦怠感、脱力感、集中力低下、眠気、頭痛、めまい、立ちくらみ、便秘、肝機能障害
- 抗コリン性副作用 - 抗コリン性副作用は三環系抗うつ剤に多くみられる症状である。末梢では、口渇、便秘、麻痺性イレウス、尿閉、急性狭隅角緑内障の誘発などが挙げられ、中枢では、記憶障害、錯乱、せん妄、幻覚、異常高熱などが挙げられる。
- 錐体外路障害(EPS) - アモキサピンの活性代謝物は、ドパミンD2受容体を遮断するため、EPSが現れることがある。早発性では、パーキンソニズム、ジストニア、アカシジア、ジスキネジアなどが挙げられるが、臨床では特別な問題視はされていない。非常に稀ではあるが、高用量で長期間の服用をした場合は、遅発性パーキンソニズム、遅発性アカシジア、遅発性ジストニア、遅発性ジスキネジア（口の周辺の異常な不随意運動や舌の震え）などが起きる可能性がある。
- 悪性症候群 - 非常に稀ではあるが、高熱を伴うEPS、意識障害などが起きる可能性がある。

## 種類

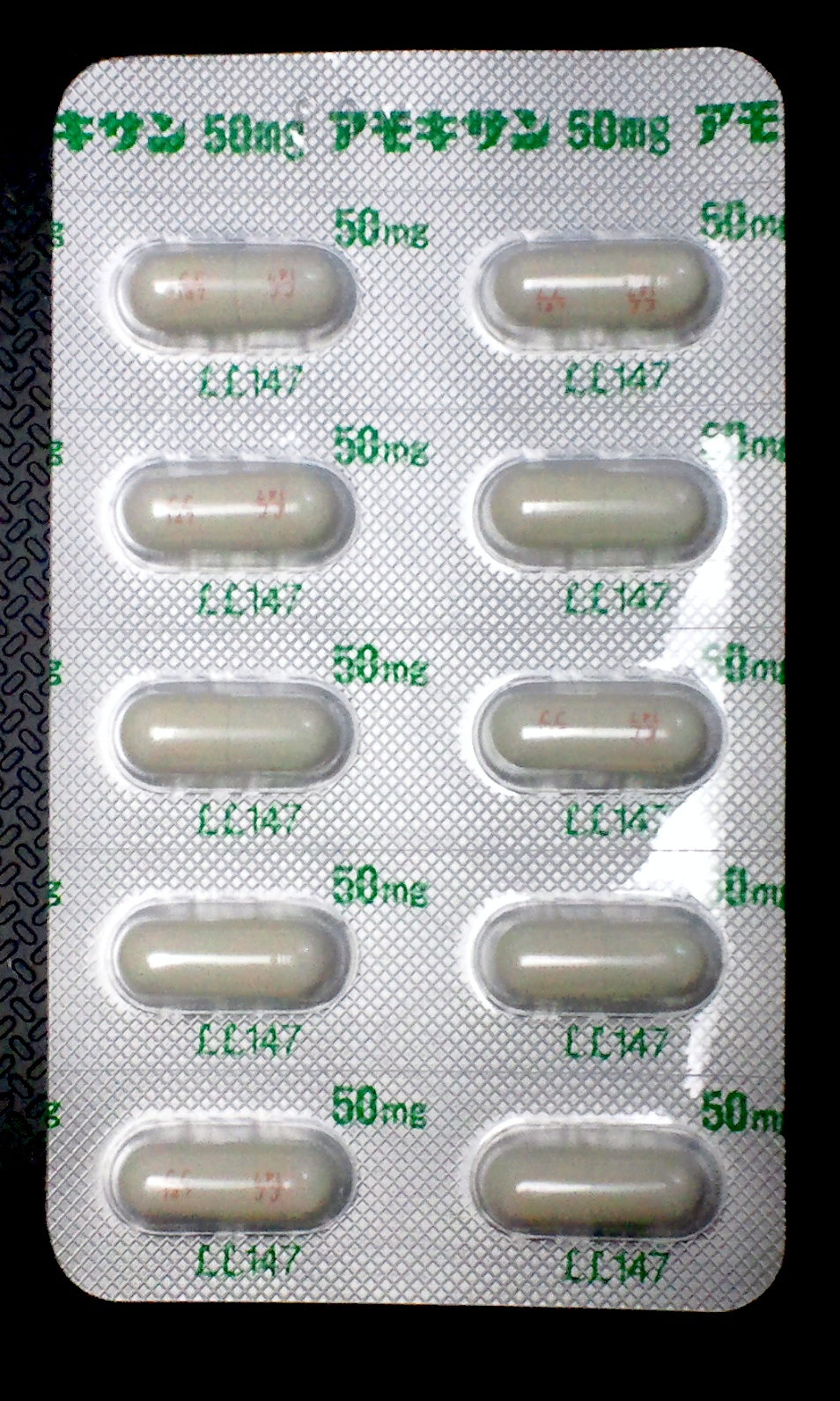
アモキサンカプセル50mg

日本では、ファイザーよりアモキサンの商品名で唯一製造販売されている。特許は切れているが、後発医薬品は発売されていない。
- カプセル: 10mg, 25mg, 50mg
- 細粒: 10%